# Gadila subula
Gadila subula är en blötdjursart som beskrevs av Henderson 1920. Gadila subula ingår i släktet Gadila och familjen Gadilidae. Inga underarter finns listade i Catalogue of Life.